# Patientengesteuerte Analgesie

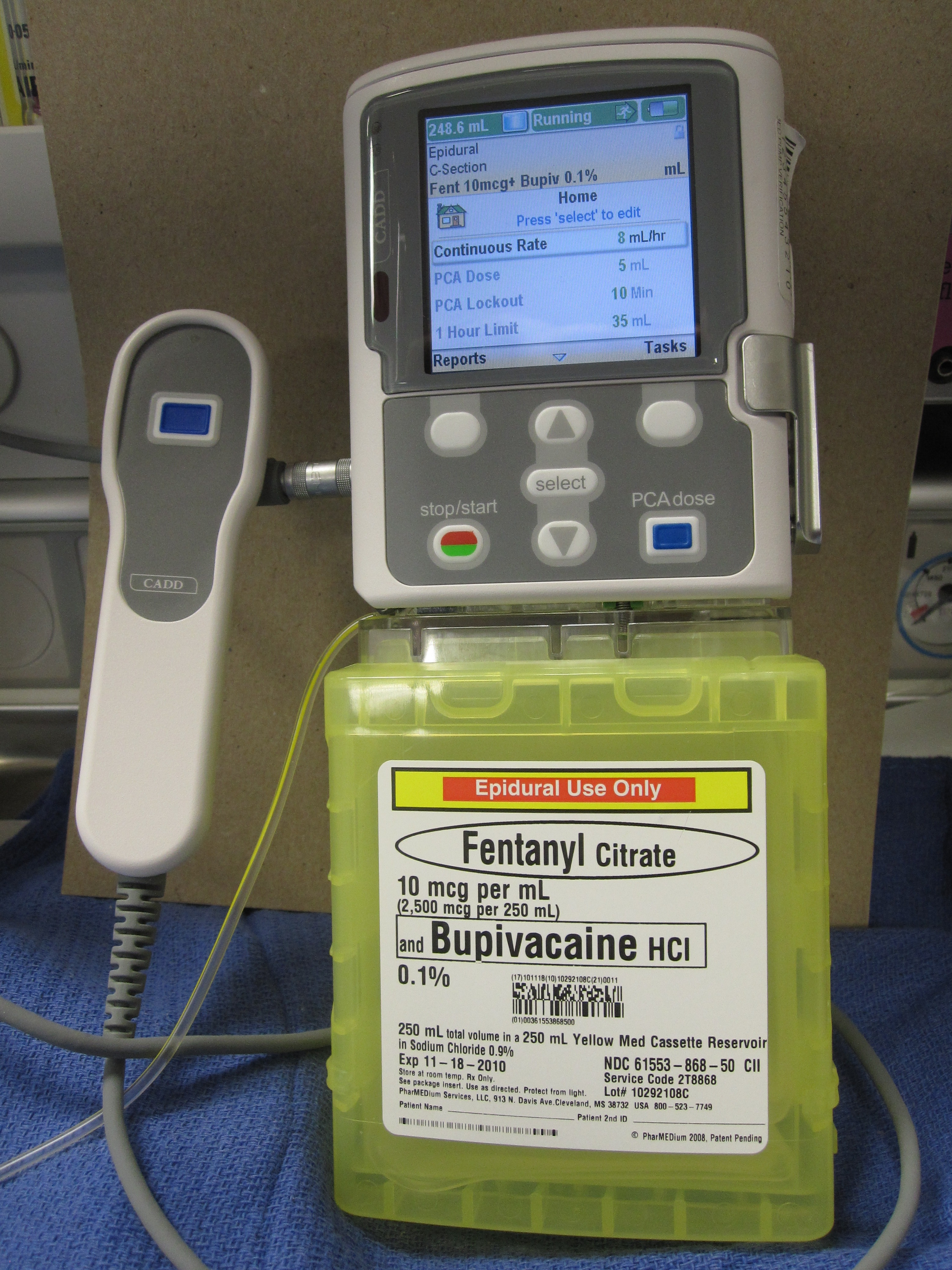
Gerät zur patientengesteuerten Analgesie via Epiduralkatheter (PCEA)

Die patientengesteuerte Analgesie (englisch patient-controlled analgesia, PCA), auch patientenkontrollierte  oder patientengesteuerte Schmerztherapie genannt, erlaubt dem Patienten, sich ein Schmerzmittel (Analgetikum) beim Eintreten von Schmerzen selbst zu verabreichen. Das Konzept der PCA und erste Prototypen von PCA-Apparaten (zunächst PCA-Pumpen) wurden 1971 von Philip H. Sechzer entwickelt.

## Formen der PCA
Bei der PCA gibt es sechs verschiedene Formen:
- Patientenkotrollierte intravenöse Analgesie (PCIA)[2]
- Patientenkontrollierte epidurale Analgesie (PCEA)[2]
- Patientenkontrollierte periphere Analgesie (PCRA)[3]
- Patientenkontrollierte subkutane Analgesie (PCSA)[4]
- Patientenkontrollierte iontophoretisch transdermale Analgesie mit Fentanyl[5]
- Patientenkontrollierte sublinguale Analgesie mit Sufentanil[6]

### Intravenös, subkutan
Die intravenöse oder subkutane Verabreichung (umgangssprachlich auch als „Schmerzpumpe“ bezeichnet) ist ein Konzept der Schmerztherapie, das postoperativ oder in der Palliativmedizin eingesetzt wird. Während sich der Begriff primär nicht auf eine Applikationsform oder eine Medikamentengruppe beschränkt, erfolgt eine intravenöse bzw. subkutane Gabe einer Opioidlösung durch die Aktivierung einer mikroprozessorgesteuerten Infusionspumpe oder entsprechend konzipierten Elastomerpumpe (PCA-Pumpe). Dabei wird nach der Selbstverabreichung einer definierten Dosis des Medikamentes eine Sperre aktiv, die eine erneute Injektion erst nach einem eingestellten Zeitfenster ermöglicht. Neben der ausschließlich intermittierenden Gabe von Schmerzmittel-Boli existiert auch die Möglichkeit, einen Basisbedarf zusätzlich dauerhaft zu injizieren. Die PCA ist ein sicheres Verfahren, selten tritt eine Atemdepression als Nebenwirkung der Schmerzmittel auf.
Der Einsatz soll dem Patienten Unabhängigkeit ermöglichen und eine optimale Anpassung der Dosis an die Bedürfnisse gewährleisten. Die Effektivität der Schmerztherapie ist im Allgemeinen besser als bei der intermittierenden Verabreichung durch medizinisches Personal.

### Epidural
Alternativen zur intravenösen Gabe des Schmerzmittels sind die Verabreichung über einen Epiduralkatheter (patient-controlled epidural Analgesia, PCEA) oder einen peripheren Schmerzkatheter (patient-controlled regional analgesia, PCRA).

## Anwendungsgebiete

### Postoperative Schmerztherapie
Bei der postoperativen Schmerztherapie werden in der Regel die intravenösen sowie epidurale PCAs verwendet. Sofern der Patient nicht, intellektuell oder durch die Erkrankung, eingeschränkt ist, kann sie verwendet werden.

### Durchbruchschmerz
Auch bei Durchbruchschmerzen kann eine PCA eingesetzt werden, um die starke Schmerzkrise zu überwinden.